# Nogent-sur-Seine
Nogent-sur-Seine este un oraș în Franța, sub-prefectură a departamentului Aube în regiunea Champagne-Ardenne. Se află lângă Sena, la o altitudine de 60 m deasupra nivelului mării. Are o suprafață de 20,08 km². Populația este de 5.966 locuitori, determinată în 1 ianuarie 2019, prin recensământ.

## Personalități născute aici
- Alfred Boucher (1850 - 1934), sculptor.